# 3-я бронетанковая бригада 4-й пехотной дивизии
3-я бронетанковая бригада 4-й пехотной дивизии (англ. 3rd Armored Brigade Combat Team, 4th Infantry Division) — тактическое соединение Армии США в составе 4-й пехотной дивизии.
Сокращённое наименование в английском языке — 3 ABCT, 4 ID, 3-4 ID.
Пункт постоянной дислокации — Форт-Карсон возле Колорадо-Спрингс, штат Колорадо.

## История
3-я бригада была сформирована 19 ноября 1917 года в регулярной армии как штаб 8-й пехотной бригады, как подразделение 4-й пехотной дивизии. Она была организована в декабре 1917 года в Кэмп-Грине, штат Северная Каролина. За прошедшие годы бригада несколько раз подвергалась реорганизации и переименованию. Наконец, 15 декабря 1970 года она была переименована в 3-ю бригаду 4-й пехотной дивизии с дислокацией в Форт-Карсоне, штат Колорадо.
Бригада получила множество наград за участие в кампаниях, в том числе Эн — Марна и Мёз-Аргоннское наступление во время Первой мировой войны; контрнаступление, фазы II—VI, и контрнаступление «Тет» во Вьетнаме; и операция «Иракская свобода I». Среди наиболее престижных наград воинской части: Президентская благодарность подразделению, награда «Доблестное подразделение», Вьетнамский крест галантности с пальмой и Медаль за гражданские действия Республики Вьетнам I степени.
Когда в 1995 году штаб дивизии переехал в Форт-Худ, штат Техас, бригада осталась в Форт-Карсоне и была переименована в 3-ю бригаду (3rd BCT).
В течение семи лет 3-я бригада четыре раза принимала участие в операции «Иракская свобода»: в 2003—2004, 2005—2006, 2007—2008 годах, а затем в операции «Новая заря» в 2010—2011 годах. В Ираке миссия бригады включала несколько ключевых направлений: нейтрализация антииракских сил, создание дееспособных Сил безопасности Ирака, легитимизация ответственного правительства и выдвижение иракцев в лидеры. Во второй половине операции «Иракская свобода» и в начале операции «Новый рассвет», в марте 2010—2011 годов, 3-я бригада была призвана выполнять функции бригады, отвечающей за консультирование, обучение и оказание помощи иракским силам безопасности. В ходе этого развертывания они проводили обучение и оказывали помощь иракским силам безопасности, одновременно помогая провинциальным группам реконструкции (Provincial Reconstruction Teams (PRT)) в восстановлении гражданского потенциала и инфраструктуры иракского правительства. Находясь там, бригада подчинялась командованию 1-й пехотной дивизии и 36-й пехотной дивизии в четырёх южных провинциях Ирака.
В мае 2006 года бригада завершила свою трансформацию в модульную структуру армии.
Бригада сотрудничала с двумя дивизиями иракской армии: 10-й и 14-й дивизиями; с 4-м регионом DBE с 9-й, 10-й и 14-й бригадами; с тремя портами въезда по одному в Сафване, Аль-Шибе (Al Sheeb) и Шаламчехе (Shalamcheh); с одной бригадой федеральной полиции; с иракской дорожной полицией в провинции Ди-Кар; с иракской полицией с четырьмя отдельными провинциальными директорами полиции. Бригада также сотрудничала с четырьмя PRT, ответственными за обеспечение безопасности передвижения, оценку проектов и управление фондами чрезвычайного реагирования командиров.
Подразделения бригады работали со своими партнерами, обучая, наставляя и предоставляя вспомогательные средства, чтобы помочь иракцам создать эффективные силы безопасности, способные победить повстанческие силы и поддержать избранное правительство. 3-я бронетанковая бригада вернулась в Форт-Карсон в марте 2011 года.
В апреле и мае 2012 года более 300 офицеров и старших унтер-офицеров 3-й бронетанковой бригады были направлены в девятимесячную командировку в южные провинции Афганистана для оказания помощи в наставничестве и обучении действующих Сил национальной безопасности Исламской Республики Афганистан (СНБ ИРА). Поддерживая своих командиров, остальные солдаты, сержанты и офицеры «Железной бригады» продолжают тренироваться и готовиться к поддержанию боеготовности для выполнения любых будущих требований миссии.